# MYTH
MYTH是一个Warez小组，专注于破解和Ripping PC游戏。除了Rip游戏，MYTH也发布一些游戏作弊器和游戏升级补丁的破解。

## 历史
MYTH成立于2000年二月，是由ORiGIN和PARADIGM两个组织合并组成的。
2005年6月29日，在FBI行动代号为“Operation Site Down”中，MYTH和一些其他组织成为首要目标。之后MYTH就停止活动直到10月份他们发布了一个.nfo声明他们将进入“冬眠”状态。